# Frans Nols

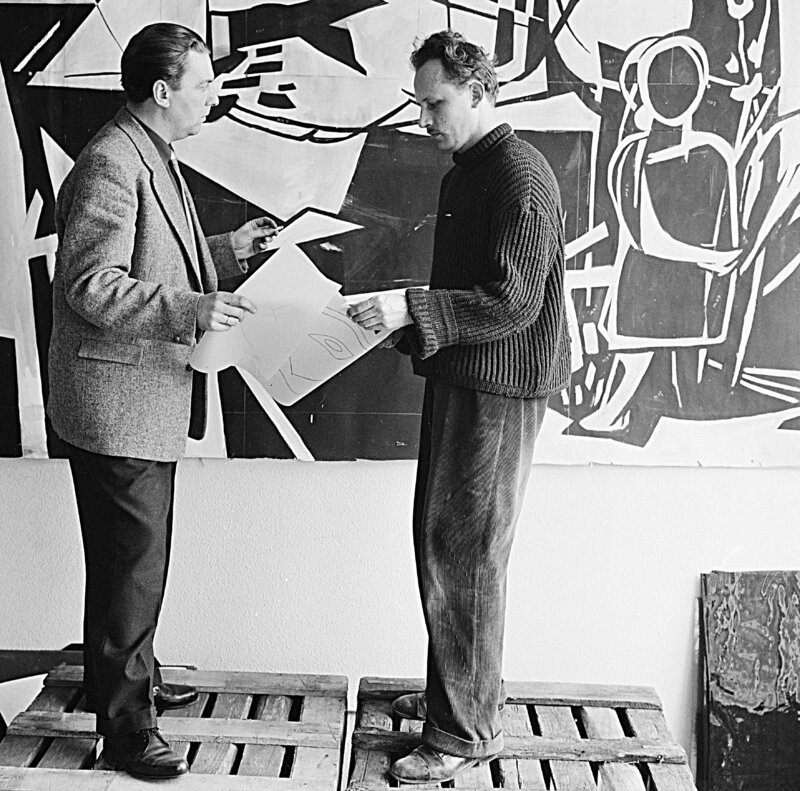
Overleg op de zandblaasafdeling met Frans Nols (links) en Jan Kennedy.

Franciscus Gerardus Willem Nols (Heerlen, 10 juni 1921 – Amsterdam, 16 augustus 1972) was een glazenier, schilder, monumentaal kunstenaar en docent.

## Leven en werk
Nols was een zoon van de kunstschilder Josef Maria Arthur Nols (1895-1965) en Josephina Gerardina de Rooij. Hijzelf was tussen 1951 en 1963 (echtscheiding) getrouwd met Anna Maria Vinders.
Hij werd opgeleid aan de Stadsacademie (1941-1944) in Maastricht en de Rijksakademie van beeldende kunsten (1947-1951) in Amsterdam, als leerling van onder anderen Gé Röling en Heinrich Campendonk. Hij kreeg driemaal de Koninklijke Subsidie toegewezen, kreeg tweemaal een eervolle vermelding bij de Talensprijs en won deze uiteindelijk in 1959. Nols behoorde tot de Amsterdamse Limburgers. Hij woonde in Amsterdam, maar verbleef -vooral 's zomers- geregeld op kasteel Erenstein bij Kerkrade, waar hij een eigen atelier had. Van 1961 tot 1969 was hij docent vrije schilderkunst aan de Jan van Eyck Academie in Maastricht. Hij gaf les aan onder anderen Hans van Drumpt, Wim Lutz, Geert Meyer, Frans Vos, Lex Wechgelaar en Petrus Willems.
Nols schilderde onder meer portretten en Limburgse landschappen, in gouache en olieverf. Hij was ook actief als graficus, monumentaal kunstenaar en glazenier. Naast glas in lood werkte hij met glasappliqué en geëtst glas. In zijn glas-in-loodwerk is in de transparante behandeling en grafische lijnvoering de invloed van zijn leermeester Campendonk zichtbaar.  Nols' grootste glaswerk maakte hij voor de raadzaal van het stadhuis in Kerkrade. Naast de Koninklijke Subsidie had Nols ook vanuit Kerkrade een bijdrage gekregen om te studeren. Als dank maakte hij negen ramen, waarvoor de gemeente alleen materiaalkosten betaalde. Centraal figuur is Sint-Lambertus, de patroonheilige van de stad. Het leverde hem een jaar later een vervolgopdracht op voor vier ramen boven de publieke tribune. Met Riet Telkamp en Karla Wenckebach, die hij tijdens zijn studie had leren kennen, maakte hij in 1958-1959 24 rechthoekige ramen voor de kantine van het belastingkantoor in Amsterdam, elk acht. Zijn werk werd uitgevoerd in de ateliers van Hubert Felix in Maastricht en Van Tetterode in Amsterdam. Nols was lid van de Vereniging van Beoefenaars der Monumentale Kunsten en de kunstenaarsvereniging De Keerkring en exposeerde meerdere malen.
Nols overleed in 1972, op 50-jarige leeftijd. Veertig jaar later werd, mede in verband met het 100-jarig bestaan van het Raadhuis, in Kerkrade een overzichtstentoonstelling gehouden van zijn werk. Een raam van Sint-Lambertus dat Nols' zoon daarop als dank aan de stad schonk, werd geplaatst in de Sint-Lambertuskerk.

## Werken (selectie)
- vier mozaïekfiguren (1952) in het altaar van de Onze-Lieve-Vrouw-Onbevlekt-Ontvangenkerk in Terwinselen
- drie ramen (1953) voor het Ministerie van Sociale Zaken en Werkgelegenheid in Den Haag
- dertien ramen (1954-1955) voor de raadzaal van het stadhuis van Kerkrade
- De kroning van Maria (1955), beschildering van de koepel boven het priesterkoor en ramen Avé Maria (1955), De schepping (1956) en Kruisiging (1956), Onze-Lieve-Vrouw-Onbevlekt-Ontvangenkerk in Terwinselen
- raam (1955) voor de Montessorischool in Haarlem
- drie beschilderde wandpanelen (1958) in het Onze Lieve Vrouwe Gasthuis, Amsterdam
- acht ramen (1958-1959) voor het Belastingkantoor, Amsterdam

## Prijzen
- Koninklijke Subsidie voor de Schilderkunst (1950, 1951, 1953)
- Talensprijs (1959)
- Oorkonde van verdienste (1962) van de All India fine arts and crafts society

## Afbeeldingen

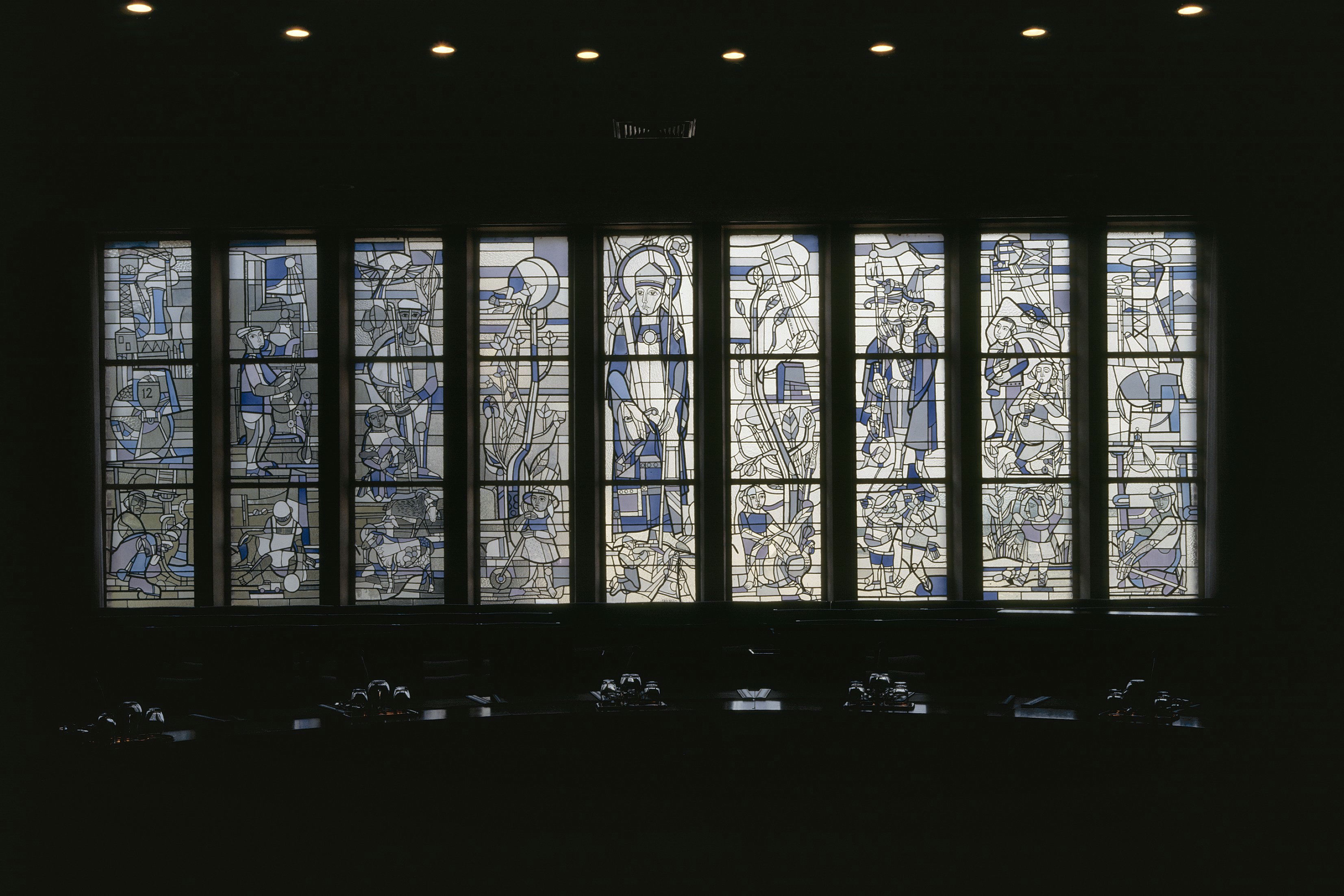
Raadzaal Kerkrade
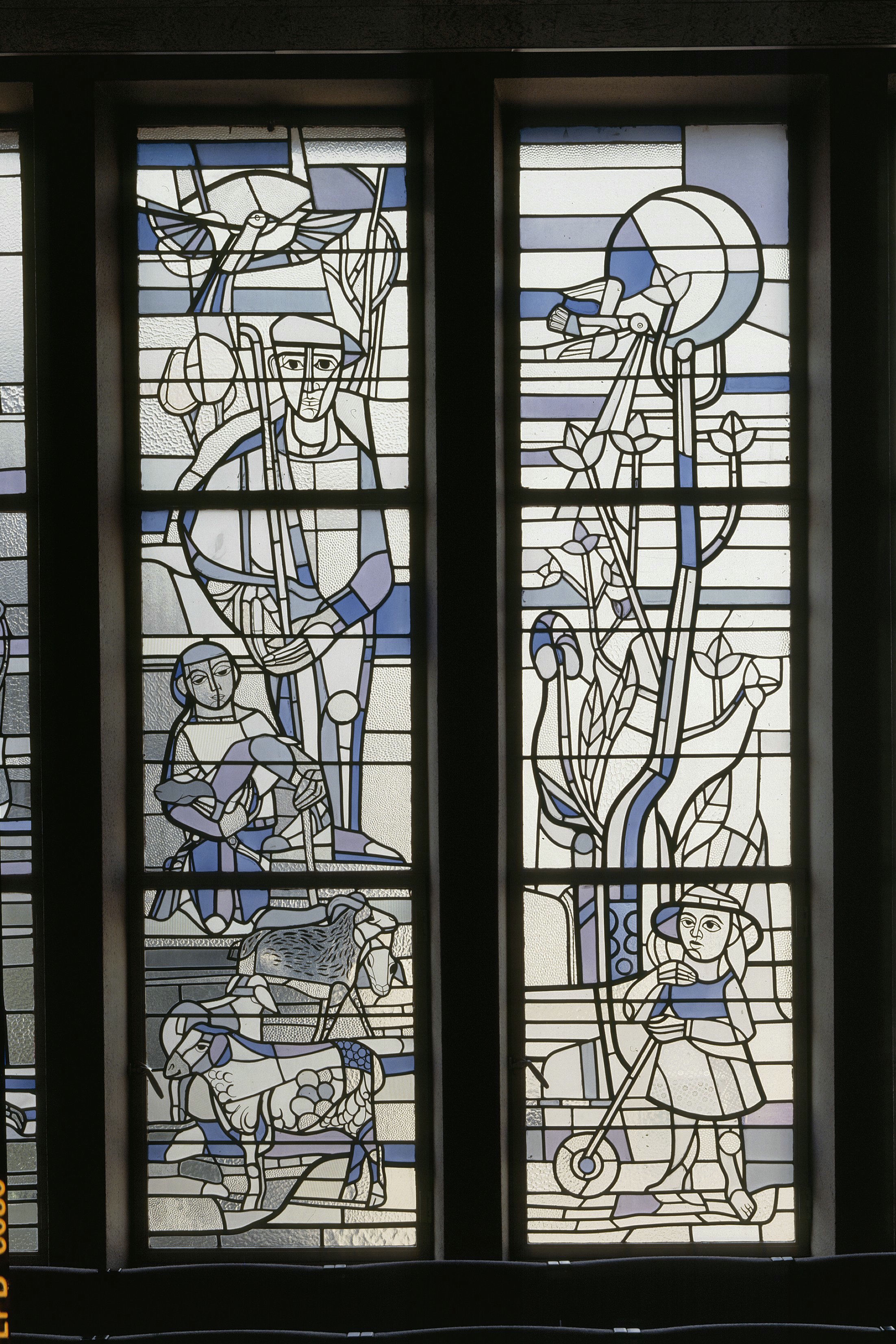
Raadzaal Kerkrade (detail)
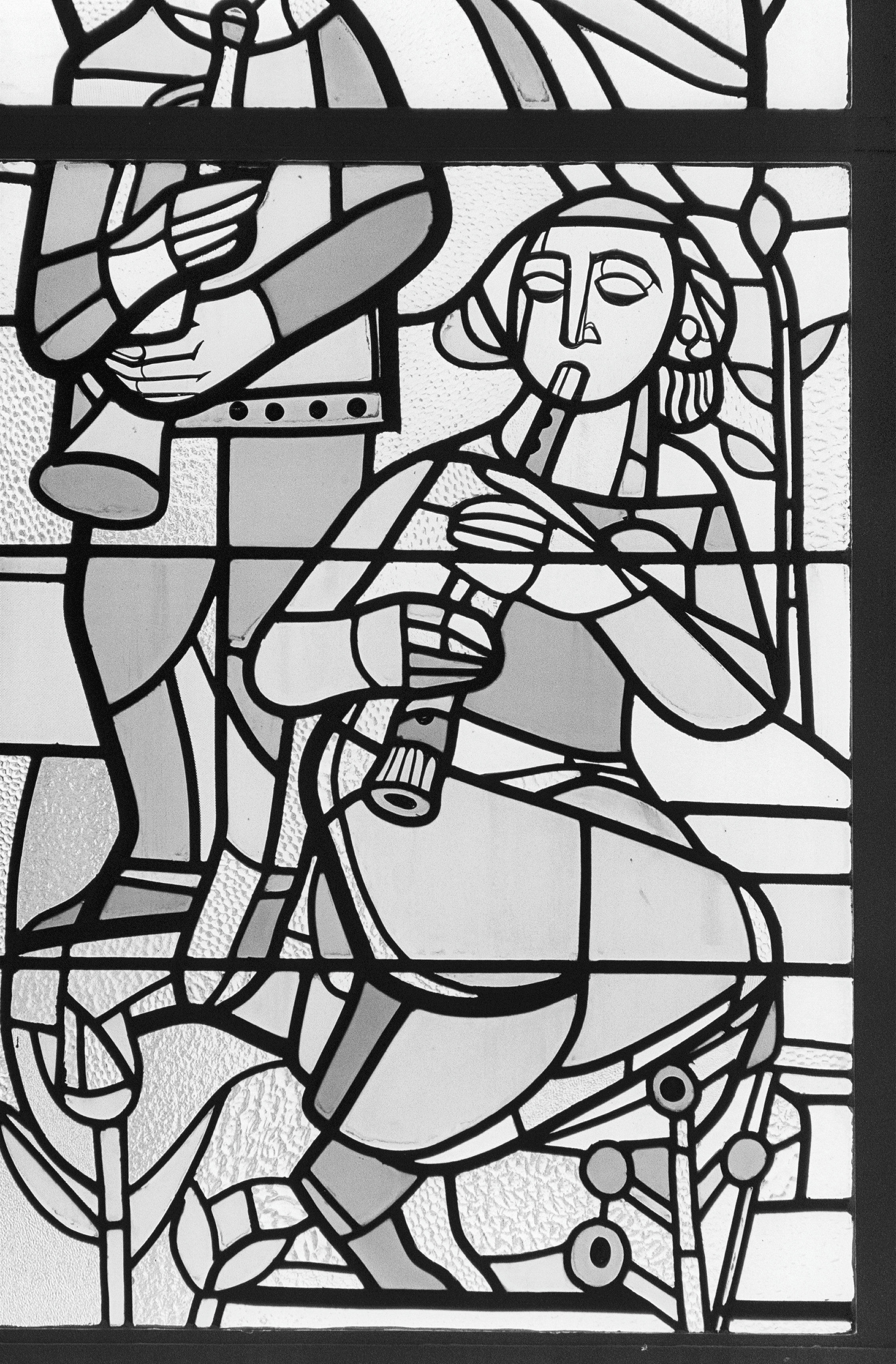
Raadzaal Kerkrade (detail)
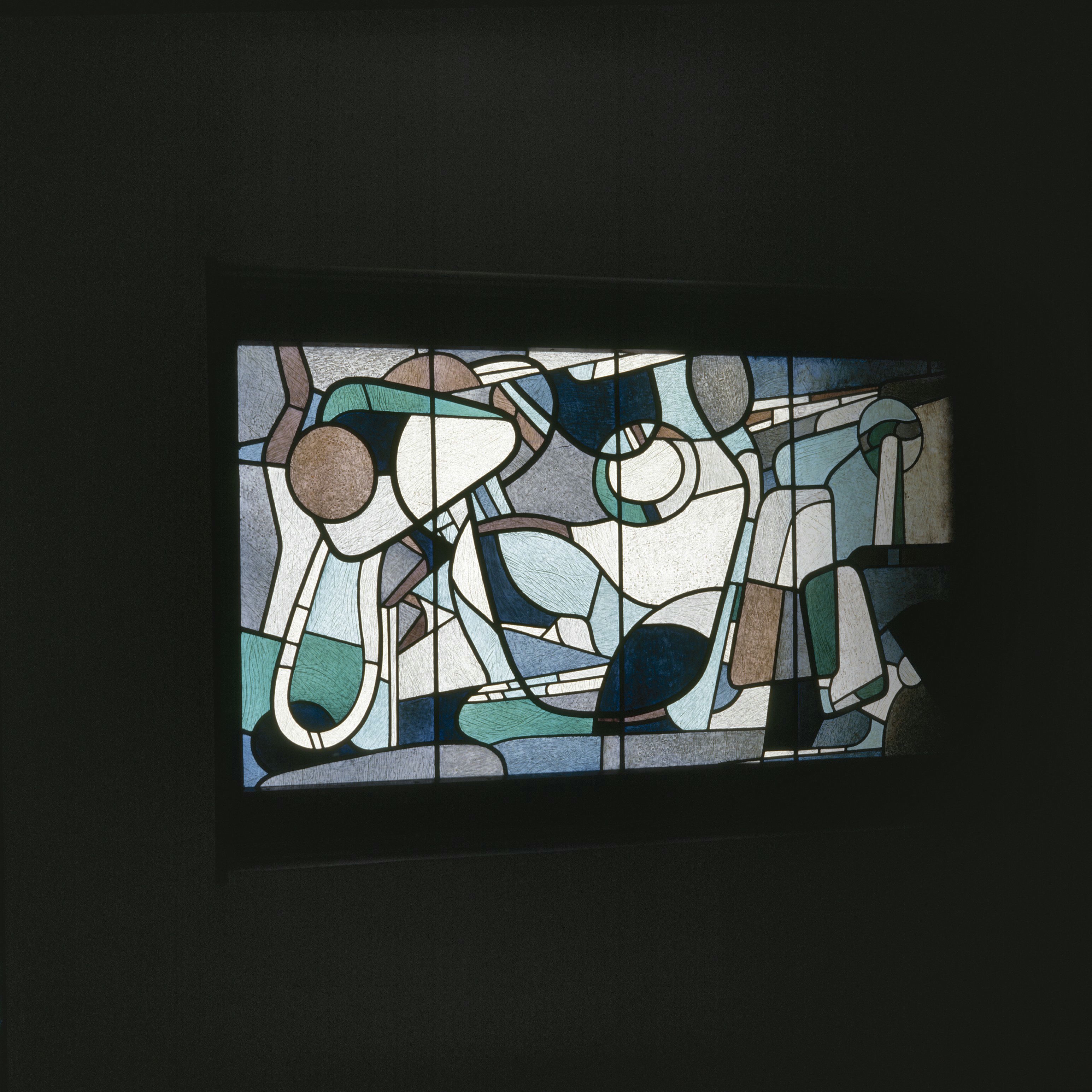
Belastingkantoor Amsterdam